# Bhavsinhji Madhavsinhji
Bhavsinhji Madhavsinhji (Porbandar, 26 dicembre 1867 – Porbandar, 10 dicembre 1908) fu raja di Porbandar dal 1900 fino alla sua morte.

## Biografia
Nato a Porbandar nel 1867, Bhavsinhji era nipote del rana di Porbandar, rana shri Vikramatji Khimojiraj sahib. Suo padre, Madhavsinhji Vikramatji, era il figlio primogenito di Vikramatji, ma morì nel 1869, quando Bhavsinhji era ancora un bambino. Bhavsinhji venne educato al Rajkumar College di Rajkot e successivamente prestò servizio in diversi incarichi amministrativi dello stato di Porbandar. Ascese al trono il 15 settembre 1900 alla morte di suo nonno, rana Vikramatji.
Amministrò lo stato con grande efficienza a tal punto che le autorità inglesi gli riconobbero la qualifica di stato di prima classe, affidandogli pieni poteri amministrativi e giudiziari.
Nel 1903, prese parte al Delhi Durbar ed ottenne la medaglia d'oro dell'occasione.
Morì a Porbandar il 10 dicembre 1908. Dopo la sua morte il suo unico figlio maschio, Shri Natwarsinhji Bhavsinhji, ascese al trono.